# Cosham
Cosham är en stadsdel i Portsmouth, Storbritannien. Den ligger i grevskapet Hampshire och riksdelen England, i den södra delen av landet, 100 km sydväst om huvudstaden London. Cosham ligger 14 meter över havet och antalet invånare är 10 226. Byn nämndes i Domedagsboken (Domesday Book) år 1086, och kallades då Cos(s)eham.
Terrängen runt Cosham är platt. Havet är nära Cosham åt sydost.  Närmaste större samhälle är Portsmouth, 5,6 km söder om Cosham. 